# Yahya Ould Ahmed El Waghef
Yahya Ould Ahmed El Waghef (em árabe: يحيى ولد أحمد الواقف; nascido em 1960) é um político e economista mauritano. Foi nomeado primeiro-ministro da Mauritânia em 6 de maio de 2008, cargo que manteve até o golpe de Estado de agosto de 2008. Waghef é também presidente do Pacto Nacional para a Democracia e o Desenvolvimento (ADIL) e foi Secretário-Geral da Presidência de 2007 a 2008.